# Mourir sur Seine
 (juin 2015).
Si vous disposez d'ouvrages ou d'articles de référence ou si vous connaissez des sites web de qualité traitant du thème abordé ici, merci de compléter l'article en donnant les références utiles à sa vérifiabilité et en les liant à la section « Notes et références ».
Mourir sur Seine est un roman de Michel Bussi publié en 2008 par les Éditions des Falaises.
Le titre de l'ouvrage est emprunté à la chanson Mourir sur scène  de Dalida.

## Résumé
En 1983, Muriel assiste à la plongée de son mari et de sa fille Marine à Marais-Vernier en baie de Seine. Quand ils sortent de l'eau, Muriel est morte.
En 2008, lors de l'Armada de Rouen, un jeune marin mexicain, Carlos Jésus Aquileras Mungaray — alias Aquilero —, est tué. Gustave Paturel, commissaire, et ses acolytes mènent l'enquête. Aquilero présente sur l'épaule un tatouage brûlé, qui correspond à l'étampage du bétail de Marais-Vernier. Maline, journaliste, blesse Daniel, dealer ayant blessé Pierre, conteur pirate avec le poignard tueur d'Aquilero. Elle traduit les SMS qu'Aquilero a reçu après sa mort : des vers de « A Villequier » d'Hugo. A Villequier, elle trouve que les SMS font un jeu de piste. Sur le livre d'or de l'église, elle trouve les quatre mêmes animaux que sur le tatouage d'Aquilero et un rendez-vous à la chapelle. Elle les traduit dans toutes les langues et trouve le nom de bateaux de l'Armada où seraient des amis d'Aquilero. Paskah, marin javanais, est tué au rendez-vous. Il a les mêmes tatouages. Sergueï, marin, est tué sur son bateau, avec les mêmes tatouages, et tué à la même heure, par le même tueur. Maline apprend que le pirate français le plus célèbre s'appelait Levasseur, réunionnais, ancêtre du chargé de com de l'Armada qui lui a fait l'amour. Un blond qu'elle avait repéré à Villequier, tue Pierre devant elle. Joe, policier parisien, identifie le blond : Morten. Chez Pierre, Maline trouve la cachette du trésor des pirates de la Seine. Joe dit que Morten est le tueur de la chapelle et qu'il a transporté Sergueï. La police met 113 plongeurs dans la Seine avec force pub pour attirer Morten et le tue. En voyant Marine, Maline découvre que ce n'était pas le tueur et est enlevée par son père Serge. Gustave établit que Marine était dans les 113 et perquisitionne. Il y voit une K7 avec elle, Pierre et les quatre morts, comprend l'erreur, et sauve Maline. Serge se tue. Maline est capturée.

## Distinctions
Le roman a remporté le prix du Comité régional du livre de Basse-Normandie (prix Reine Mathilde) en 2008.